# Euscarthmus meloryphus
Euscarthmus meloryphus е вид птица от семейство Tyrannidae.

## Разпространение
Видът е разпространен в Аржентина, Боливия, Бразилия, Венецуела, Еквадор, Колумбия, Парагвай, Перу и Уругвай.